# Peter Vogel
Peter Vogel (Glarona, 5 de agosto de 1939) é um ex-ciclista suíço. Representou seu país natal na prova tandem (pista) nos Jogos Olímpicos de Verão de 1960 em Roma.